# ヴェブレン階層
ヴェブレン階層（ヴェブレンかいそう）とは、ヴェブレン関数の値からなる超限次元の行列であり、フェファーマン・シュッテの順序数 (Γ0) より小さい順序数を表現する一般的な方法である。
任意の Γ0 より小さい順序数は、0 と和とヴェブレン関数の組み合わせによって、有限に記述される。
オズワルド・ヴェブレンが1908年の論文にて紹介した。

## ヴェブレン階層とヴェブレン関数
ヴェブレン関数 φ は、可算な順序数の上に定義される二変数関数で、最小の非可算な順序数を Ω で表すとき、ヴェブレン関数の値からなる Ω × Ω の超限次元の行列を特にヴェブレン階層と呼ぶ。
ヴェブレン階層の α 行目、β 列目の値を φα(β) と書く。
ここでは、概略的な説明にとどめる。
まず、ヴェブレン階層の 0 行目に additive principal な順序数を小さいものから順番に置く。
（すなわち、 φ0(α) = ωα）
次に、1 行目には、 φ0(α) = α をみたすような α を小さいものから順番に置く。
これらの順序数 φ1(α) を、特に εα  と書く。
例えば、 ε0 は、{\displaystyle \omega ^{\alpha }=\alpha } となる最小の順序数 {\displaystyle \alpha }で、直感的には{\displaystyle \omega ^{\omega ^{\omega ^{\dots }}}} の値である。
ただし、ε0ω = ε0 ではないことに注意せねばならない。
従来の羃の表記よりは、右上から左下にかけて小さく書かれている方が、意味的には正しい。
ε1 は、ε0 より大きく ωα = α であるような最小の数 α で、 {\displaystyle \varepsilon _{0}+1,\ \omega ^{\varepsilon _{0}+1},\ \omega ^{\omega ^{\varepsilon _{0}+1}}} の極限として与えられる。
一般に、後続順序数 α + 1 に対して、ヴェブレン階層の α+1 列目は φα(β) = β となるような β が順番に置かれ、極限順序数 λ に対しては、それより上のすべての行に現れる順序数が順番に置かれる。
このように構成されたヴェブレン階層の値は、次のように比較することができる：
次のいずれかが成り立つ場合、 φα(β) < φγ(δ)。
- α = γ かつ β < δ
- α < γ かつ β < φγ(δ)
- α > γ かつ φα(β) < δ

## フェファーマン・シュッテの順序数
フェファーマン・シュッテの順序数とは、Γ0 と書かれ、φα(0) = α をみたすような最小の順序数 α のことである。任意の Γ0 より小さい順序数は、0 と和とヴェブレン関数の組み合わせによって、有限に記述される。